# 清華大學第一教室樓

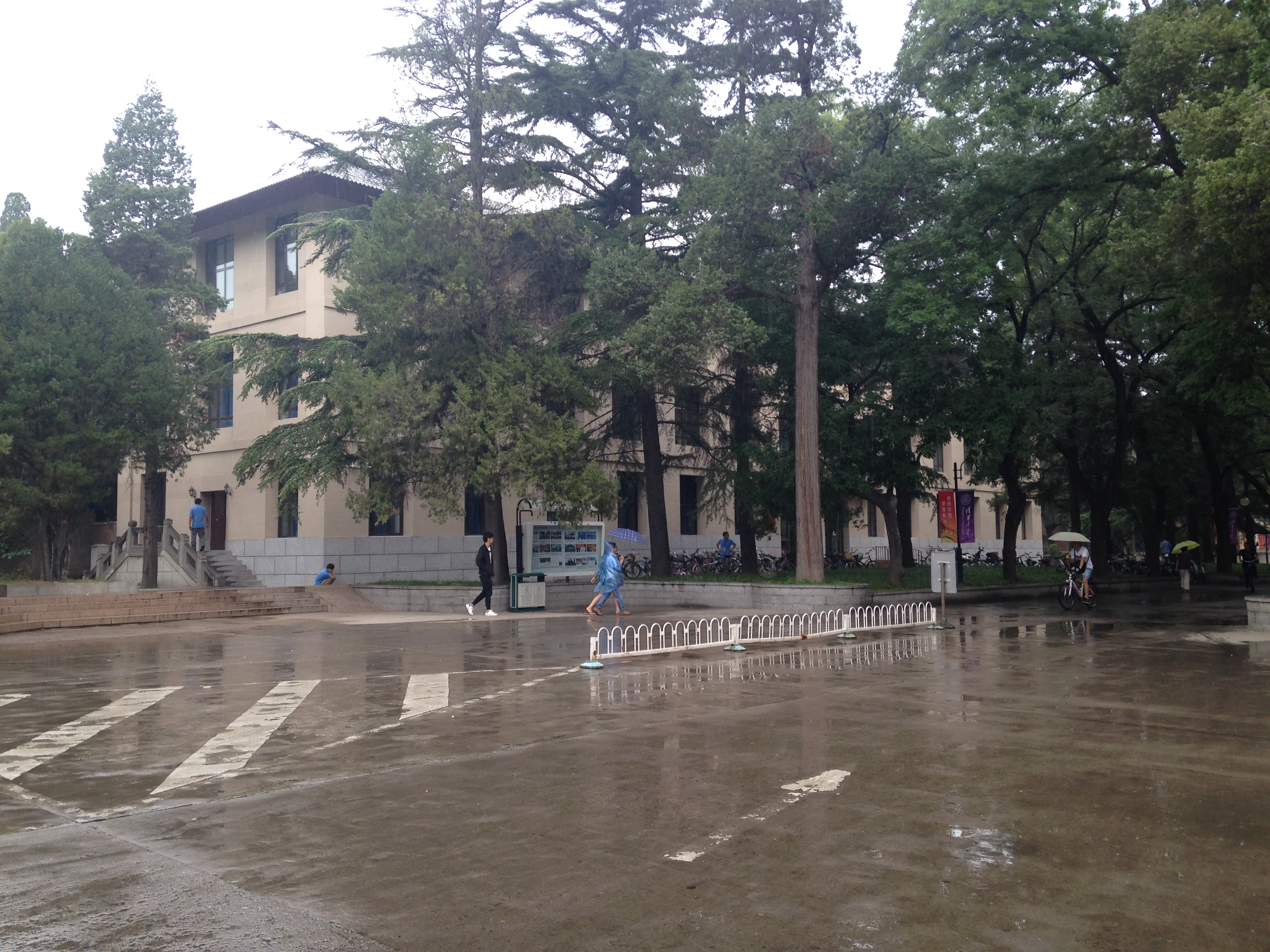
一教

清华大学第一教室楼簡稱一教，是清華大學現存最早的普通教學樓，位於二校門西北側，毗鄰清華大學第二教學樓。建於1952年，由清華大學建築學院李道增院士設計，建築為三層，面積為2607平方公尺。
1978年，一教設置了「電化教育中心」，以現代科技進行教學活動，並曾長期是校內閉路電視的播放基地。一教兩端為大型階梯教室，另設數間小教室。
2019年，一教被北京市政府列為北京市第一批历史建筑。